# Le Pont-de-Claix
Le Pont-de-Claix ist eine Gemeinde in Frankreich. Sie liegt in den französischen Alpen im Département Isère in der Region Auvergne-Rhône-Alpes und hat 10.846 Einwohner (Stand 1. Januar 2022). Ihre Fläche beträgt 5,60 Quadratkilometer. Sie ist Hauptort des bei der  französischen Kantonsreform im Jahr 2015 neu entstandenen Kantons gleichen Namens.

## Geographie
Die Stadt liegt gut 10 km südlich von Grenoble am rechten, östlichen Ufer des Drac. Die Nachbargemeinden sind (von Norden im Uhrzeigersinn): Échirolles, Champagnier, Varces-Allières-et-Risset und Claix.

## Geschichte
Die Stadt hat ihren Namen von den Brücken, die hier den Fluss überspannen: Eine hohe steinerne Bogenbrücke aus dem Jahr 1611, der Pont Lesdiguières, ersetzte frühere eingestürzte Brücken und steht seit 1898 als Monument historique unter Denkmalschutz. Sie wurde 1873 durch eine zweite tiefer liegende Brücke direkt daneben ergänzt, um den gestiegenen Erfordernissen des zunehmenden Verkehrs zu genügen. Im gleichen Jahr erhielt der bisherige Ortsteil von Claix am jenseitigen Ufer die kommunale Selbständigkeit. Beide Brücken sind im Wappen der Gemeinde zu sehen.

## Bevölkerung
| Jahr                       | 1962 | 1968 | 1975   | 1982   | 1990   | 1999   | 2006   | 2017   |
| -------------------------- | ---- | ---- | ------ | ------ | ------ | ------ | ------ | ------ |
| Einwohner                  | 4914 | 9790 | 12.746 | 11.787 | 11.871 | 11.612 | 11.475 | 10.435 |
| Quellen: Cassini und INSEE |      |      |        |        |        |        |        |        |

## Verkehr und Wirtschaft
Le Pont-de-Claix hat eine Autobahnanschlussstelle (Nr. 7) an der kurzen Autoroute A480, die als Umfahrung von Grenoble die Autoroute A48 im Norden mit der Autoroute A51 im Süden verbindet.
Der Bahnhof in Le Pont-de-Claix wird von Zügen der regionalen Eisenbahngesellschaft TER Rhône-Alpes auf der Strecke Grenoble–Gap angefahren.
Die Linie A der Straßenbahn Grenoble soll im Jahr 2018 bis Le Pont-de-Claix verlängert werden.
Im Südosten der Stadt, östlich der Bahnlinie, liegt ein Gelände von etwa 120 Hektar Größe, auf dem sich die Plate-forme chimique du Pont-de-Claix befindet, ein Industriekomplex der chemischen Industrie. Seine Geschichte begann 1916 mit der Produktion von Produkten der Chlorchemie. Heute (2016) sind hier in sieben Unternehmen der Chemieindustrie (u. a. Solvay und Air Liquide) etwa 750 Personen beschäftigt.

## Tourismus
Die Umgebung der Stadt bietet Gelegenheiten zum Skifahren, zu Klettertouren und Gebirgswanderungen.

## Städtepartnerschaft
- Winsen (Luhe), Niedersachsen, Deutschland

## Persönlichkeiten
- Ange Capuozzo (* 1999), Rugby-Union-Spieler

## Nachweise
1. ↑  Monuments historiques: Vieux pont sur le Drac
2. ↑  Broschüre Bienvenue sur la Plate-forme du Pont-de-Claix (Seite nicht mehr abrufbar, festgestellt im April 2019. Suche in Webarchiven)  Info: Der Link wurde automatisch als defekt markiert. Bitte prüfe den Link gemäß Anleitung und entferne dann diesen Hinweis., französisch, abgerufen am 25. November 2016